# طاهر الصباغ
طاهر الصباغ، رجل علم وأديب، من مواليد مكة، يعتبر من الطبقة الأولى للأدباء في تهامة إبان أوائل النهضة العربية ( عام 1334 هـ ) .
وقد اشتهر بالخط الجميل، والسمت البديع، والمظهر الخلاب، والأداء المنمق، والترتيل المنسق. والشيخ طاهر صباغ ممن شاق وراق شكلاً وموضعاً ورواية لعطوفة أمير البيان شكيب أرسلان في مقابلاته معه في باريس وتحدث عنه في بعض مقالاته ومؤلفاته، واصفا اياه بالحجازي المكي الصميم.